# Salsola kleinfonteinii
Salsola kleinfonteinii är en amarantväxtart som beskrevs av Viktor Petrovitj Botjantsev. Salsola kleinfonteinii ingår i släktet sodaörter, och familjen amarantväxter. Inga underarter finns listade i Catalogue of Life.